# Tinko (Film)
Tinko ist ein Kinderfilm der DEFA aus dem Jahr 1957 von Herbert Ballmann. Es handelt sich um eine Verfilmung des Jugendbuchs Tinko von Erwin Strittmatter.

## Handlung
In der Nachkriegszeit im ländlichen Brandenburg erlebt der Junge Tinko die Ereignisse um die Rückkehr eines „Heimkehrers“, nämlich seines Vaters Ernst, und die gesellschaftlichen Konflikte bei der Kollektivierung der Landwirtschaft in der DDR.
Tinkos Großvater Kraske wehrt sich gegen die Kollektivierung: Mit der Bodenreform kurz nach 1945 ist er zum Bauern aufgestiegen und orientiert sich am Großbauern Kimpel. Er will irgendwann einen großen Hof haben, den sein geliebter Enkel Tinko dann übernehmen kann.
Kriegsheimkehrer Ernst hingegen, der später bei der Umsiedlerin Clary einzieht, ist für die Kollektivierung und so kommt es zum Bruch zwischen Vater und Sohn. Tinko, der zwischen beiden steht, entscheidet sich für seinen Großvater, da sein Vater ihm fremd ist. Erst spät, unter anderem unter dem Einfluss des Neulehrers Kern, erkennt Tinko, dass sein Vater recht hat. Er baut zu ihm eine Beziehung auf. Sein Großvater arbeitet schließlich uneinsichtig weiter allein auf seinem Hof und stirbt schließlich erschöpft vor seiner Zeit.

## Produktion
Tinko wurde am 29. März 1957 im Berliner „Babylon“ uraufgeführt. Mit Josef Sieber übernahm ein Darsteller die Rolle des Großvaters, der zuvor vor allem in Ufa-Filmen und bundesdeutschen Heimatfilmen in Erscheinung getreten war.